# Cybocephalus californicus
Cybocephalus californicus is een keversoort uit de familie Cybocephalidae. De wetenschappelijke naam van de soort is voor het eerst geldig gepubliceerd in 1879 door Horn.